# Maison du Roi
La Maison du Roi (en francés, lit. "Casa del Rey") es el nombre que recibía en la Francia del Antiguo Régimen y luego de la Restauración el conjunto de servidores del soberano y su corte. Comprendía servidores de distinto rango y distinción (desde grandes señores a simples valets) y se dividía en tres áreas principales: eclesiástica, doméstica o civil y militar.
Cada miembro mayor de edad de la Familia Real tenía derecho a una casa propia (entendida como un conjunto de servidores), por lo tanto, en el Antiguo Régimen también existieron la Maison de la Reine o la Maison du Dauphin. Los hijos menores de edad del soberano eran atendidos por la Maison des Enfants de France (Casa de los hijos de Francia). Sin embargo, la Maison du Roi, por ser la de mayor envergadura, solía ocuparse de los asuntos comunes y de las grandes celebraciones cortesanas.

## Origen y evolución

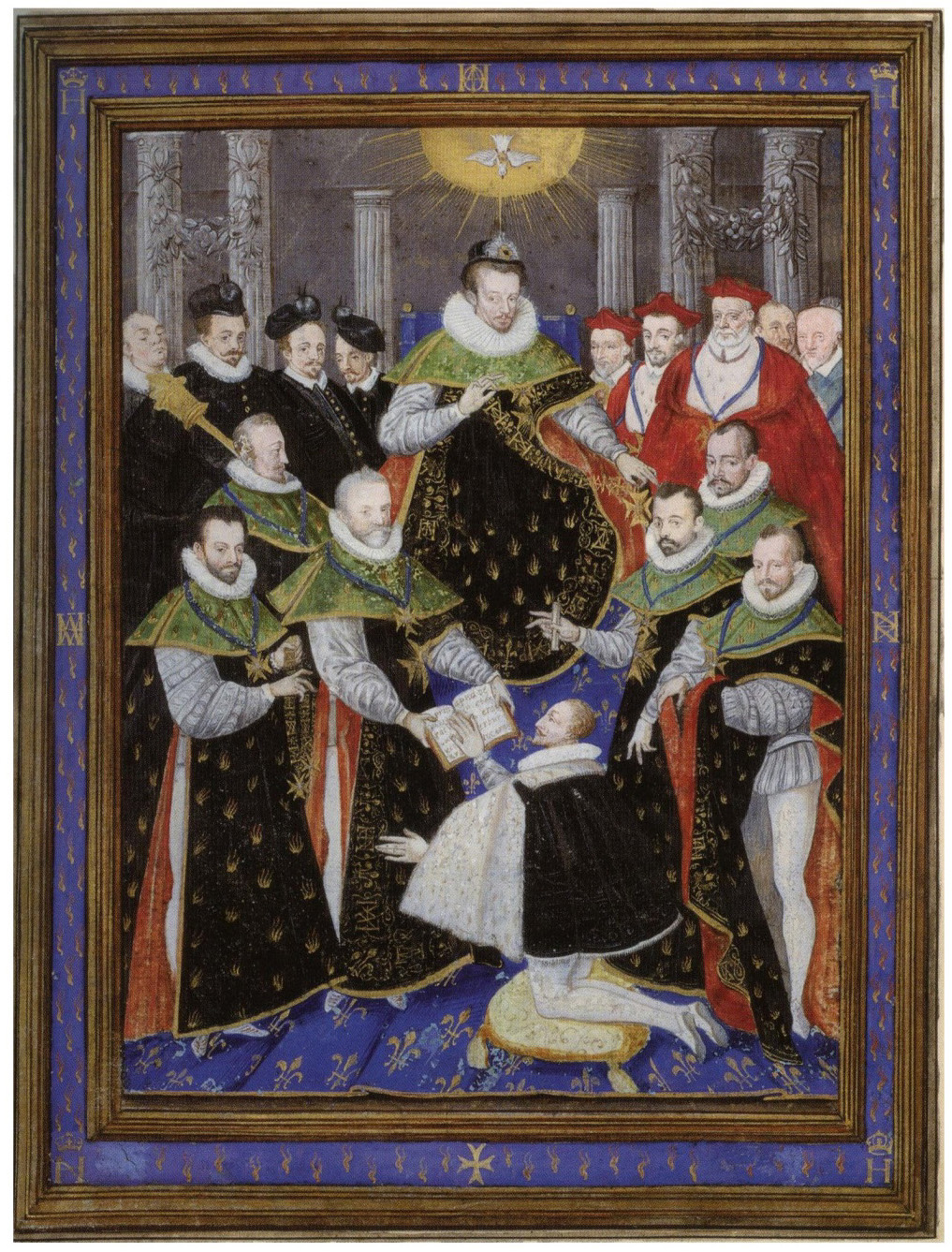
El rey Enrique III y su corte.

La Maison du Roi tiene su origen en el siglo XVI, siendo creada por el rey Enrique III en base al antiguo Hôtel du Roi medieval. El monarca siguió la tendencia, iniciada por su madre Catalina de Médici, de introducir un ceremonial más solemne de origen español en la corte francesa. Por ello, en 1578, 1582 y 1585 se publicaron tres reglamentos para organizar la nueva maison y sistematizar el ceremonial de la corte.
Durante los reinados de Luis XIV y Luis XV, la organización, gastos y cargos de la Maison du Roi fueron aumentando progresivamente, de modo que, en 1780, bajo Luis XVI, se realizaron varias reformas destinadas sobre todo a aumentar la eficiencia y a reducir gastos y personal. Más tarde, en junio de 1791, el rey decretó la eliminación de los cargos y las survivances (ver más abajo), quedando los empleados de la corte como simples gagistes (asalariados). La institución desapareció en año siguiente con la caída de la monarquía.
La Maison du Roi fue recreada en 1814 a raíz de la restauración de Luis XVIII en el trono francés, recuperando los cargos y parte de la estructura de antaño. Con la llegada de Luis Felipe I al trono francés en 1830, fue considerablemente reducida en tamaño y los cargos ceremoniales desaparecieron. La institución se extinguió definitivamente con la Revolución de 1848.

### Cargos y privilegios
Con tal de obtener ciertos beneficios que paliaran los constantes gastos, la Casa del Rey ponía a la venta sus cargos, que a su vez podían ser revendidos por su titular. Se trataba pues de cargos veniales, que sin embargo debían retornar al monarca una vez falleciera el titular. Por ello, había la opción de adquirir una survivance, o sea, el derecho de nombrar a un sucesor para el cargo, que por lo general era un familiar o un hijo. Asimismo, los cargos también podían ser asegurados mediante un brevet d'assurance, que garantizaba al propietario una cantidad mínima por la venta del puesto.
La venta de los cargos generó una creciente especulación a lo largo de los siglos XVII y XVIII, así como que algunos se doblaran o cuadruplicaran. Por ejemplo, había cuatro Premier gentilhomme de chambre, cada uno de ellos servía par quartier, es decir, un trimestre cada año.

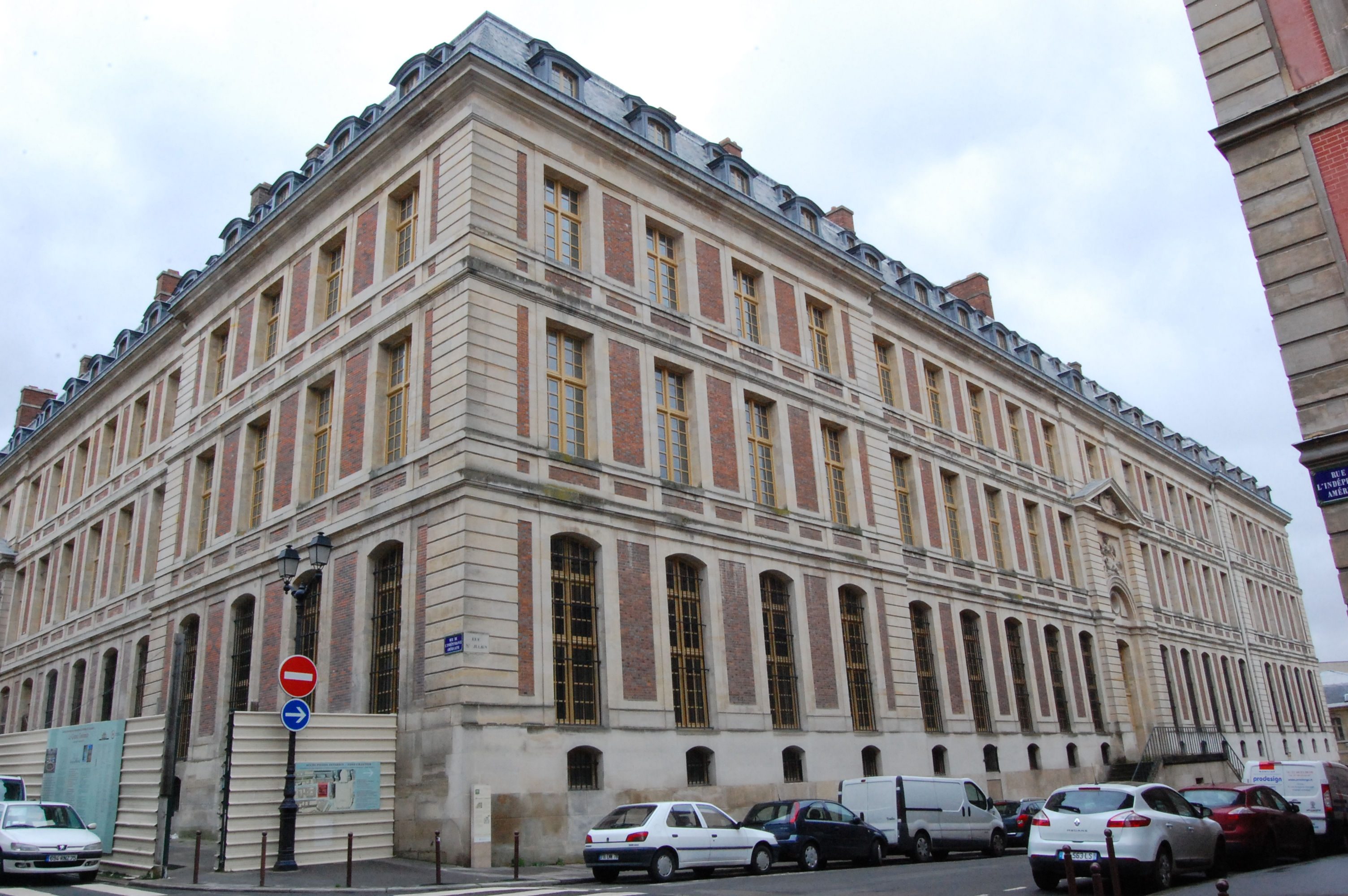
El Grand Commun en la villa de Versalles.

Para paliar el gran desembolso hecho para adquirir un cargo, los miembros de la Casa del Rey tenían varias fuentes de ingresos. La primera eran los gages (gajes), es decir su sueldo, teóricamente calculado en función del precio de compra del cargo. También disponían del derecho a la comida, pero como la Bouche du Roi no podía alimentar a todo el mundo, con frecuencia la comida se cobraba en dietas. Asimismo, tenían derecho a un alojamiento, atribuido por el gobernador del castillo de Versalles. El principal lugar de alojamiento de los cargos de rango medio y bajo era al Grand Commun, pero, de nuevo, ante la falta de espacio, con frecuencia se cobraba una cantidad compensatoria.
Otras formas suplementarias de ingresos eran las recompensas y gratificaciones, las primeras se otorgaban a un colectivo en conjunto, y las segundas a un individuo. Todas ellas dependían de la decisión del rey, y podían ser por un servicio puntual o de por vida. Por último, había las pensiones, que no se concedían únicamente por la jubilación, pues podían ser concedidas antes, pero normalmente después de viente años de servicio. Con mucha frecuencia las pensiones las pedían y se les concedían a las viudas o familiares de un cargo fallecido.

## Département de la Maison du Roi
A nivel gubernamental, la Maison du Roi estaba agrupada dentro de este departamento ministerial, dirigido por el secrétaire d'État à la Maison du Roi (Secretario de Estado de la Casa del Rey, análogo a un ministro). Existió hasta 1790, cuando parte de sus competencias fueron asumidas por el nuevo ministerio del Interior. 
Durante la Restauración borbónica, se organizó un Ministère de la Maison du Roi (Ministerio de la Casa del Rey), dirigido por un ministro y que se encargaba exclusivamente de los asuntos de la corte y la Familia Real; sin embargo también tenía competencia en los museos reales (el Louvre y el Luxembourg) y la Opéra de París. La Maison du Roi se encontraba asimismo limitada por una liste civile (lista civil) que fijaba su presupuesto y sus dotaciones inmobiliarias y mobiliarias. Durante el reinado de Luis Felipe I, el ministro dejó paso a un intendant général de la liste civile que no formaba parte del Gobierno. 
Entre las principales competencias del Département de la Maison du roi estaban:

### La Corte real
Controlaba y supervisaba la Maison du Roi con sus tres secciones (eclesiástica, civil y militar), así como las maisons de otros miembros de la Familia Real, en caso de que las hubiera. También gestionaba la Maison Royale de Saint-Louis, institución educativa fundada por Madame de Maintenon y que gozaba de la protección regia.

### LosBâtiments du Roi

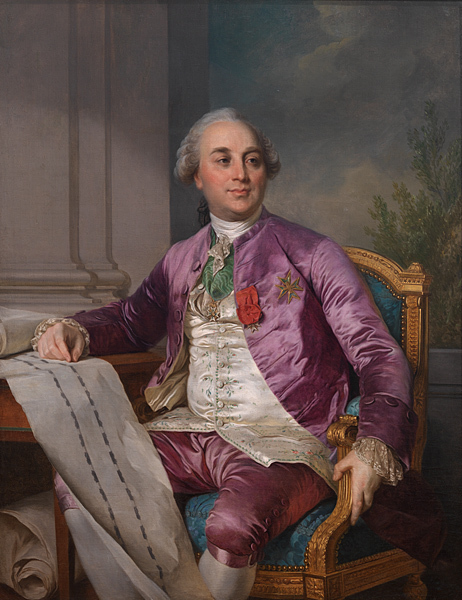
El conde de Angiviller, director de los Bâtiments du Roi y máximo responsable del mecenazgo regio durante el reinado de Luis XVI.

Este importante departamento realizaba una relevante función cultural y política, ya que gestionaba un notabilísimo patrimonio edilicio y artístico, así como instituciones culturales y científicas. Por consiguiente, su labor de mecenazgo artístico y propaganda política fue creciente. Fundado en 1594 con Enrique IV, lo dirigía un superintendente que, a partir de 1708, pasó a ser un director; éste se encontraba secundado por el primer arquitecto del rey y por el Primer pintor del Rey.
En primer lugar, se encargaba del mantenimiento y edificación de las residencias reales (Louvre, Tullerías, Versalles, Marly, etc), así como de importantes infraestructuras públicas como la École Militaire o la Place Louis XV. En este sentido, a partir de 1685, también eran de su competencia los bienes considerados "inmuebles" de dichos edificios, es decir, las estatuas, los bustos, los jarrones de pórfido y mármol y, curiosamente, toda la colección real de cuadros.
En segundo lugar, gestionaba los principales establecimientos científicos (Observatoire de Paris, Jardin royal des plantes médicinales), las academias reales (Académie française, Académie de France en Rome, Académie de peinture et sculpture, Académie d'architecture, Académie de musique, Académie des sciences...) y las sociedades de espectáculos (Comédie Française y Comédie Italienne). Por último, administraba las manufacturas reales (Gobelins, Savonnerie, Sèvres, Saint-Gobain...) y la Imprimerie Royale.

### La administración territorial y la religión
A pesar de su nombre, dicho secretario de Estado tenía también competencias que hoy corresponderían al ministerio del Interior. Por ejemplo administraba de la capital, y su policía, a través del lieutenant général de la Police de Paris, así como al prisión de la Bastilla. Del mismo modo regía sobre las demás provincias francesas, a excepción de las limítrofes, que estaban a cargo del secretario de Estado de la Guerra.
Por último, tenía competencias en política religiosa, encargándose de las relaciones con el clero francés, del nombramiento de altos clérigos como obispos o abades, o del control de la Religion Prétendue Reformée (RPR - Pretendida Religión Reformada).

## Maison eclésiastique(Casa eclesiástica)
Estaba dirigida por el grand aumônier de France (gran capellán de Francia) y se encargaba de todas las ceremonias religiosas de la corte y del mantenimiento de las distintas capillas reales.

### Chapelle-oratoire
Gestionaba el culto propiamente dicho, entre su organización destacaban el primer capellán, el capellán ordinario, varios clérigos, el sacristán a cargo de los ornamentos, el maestro de ceremonias religiosas o el confesor del rey. Este departamento, también estaba a cargo de algunos colegios universitarios (como el College de Navarre) y hospitales (como los Quinze-Vingt), además de encargarse de repartir la limosna en nombre del rey.

### Chapelle-musique
Gestionaba el coro, órgano y otros usos musicales en las capillas regias. Estaba dirigido por el maître de la chapelle-musique, cargo altamente honorífico, ocupado siempre por clérigos y suprimido en 1761. A cargo efectivo del departamento estaba el sous-maître de la chapelle-musique, puesto que ocuparon músicos emblemáticos como Delalande, Campra o Mondonville.

## Maison civile(Casa civil)
Era la sección más importante y a su cabeza se encontraba el grand maître de France (gran maestre de Francia), cargo altamente honorífico que recayó en los príncipes de Condé hasta 1830.

### Bouche
El departamento de "la Boca" (bouche en francés) era el más importante, en términos de personal, de la Maison civile, pues gestionaba el avituallamiento de los palacios, las cocinas reales y el aprovisionamiento de la table du Roi (mesa del rey) y de otras mesas de la corte donde comían los miembros de la Casa del Rey según su rango. Aunque formalmente lo dirigía el grand maître, en verdad a su cabeza estaba el premier maître d'Hôtel du Roi (primer mayordomo del Rey).

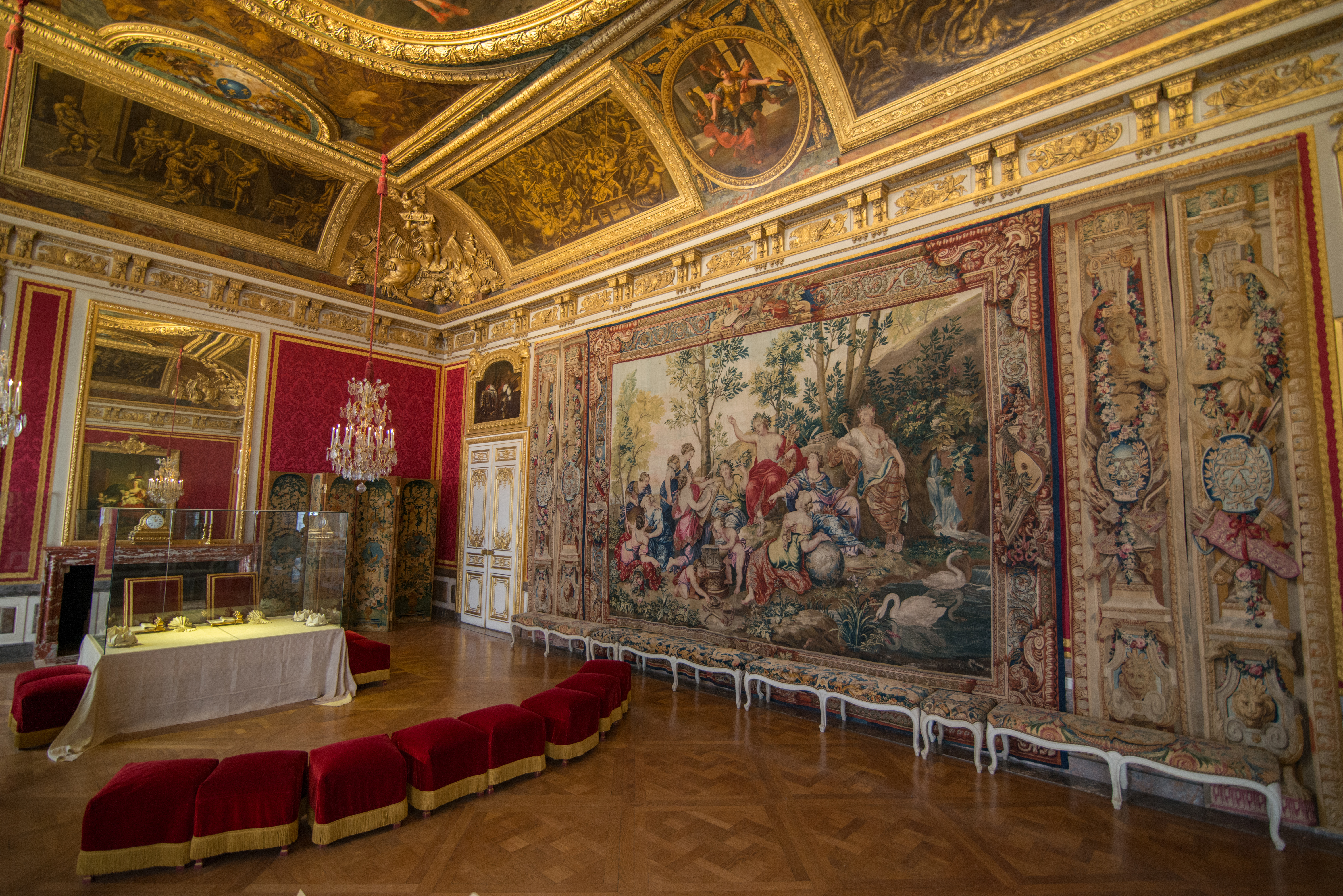
La table du Roi dispuesta en la antecámara de la Reina en Versalles.

Tres antiguos cargos de la Bouche heredados de la Edad Media servían al rey únicamente durante las coronaciones reales, el día de Año Nuevo y las cuatro grandes festividades religiosas del año. En primero lugar, había el grand panetier, cargo que ejercieron de forma hereditaria los duques de Brissac y que se limitaba a cambiar los platos y cubiertos de la mesa real. En segundo lugar, el grand échanson servía la bebida y probaba los vinos, y por último, el grand tranchant servía y retiraba los platos.
- Bouche du Roi: este subdepartamento servía la table du Roi, reservada exclusivamente a la Familia Real cuando ésta comía ante la Corte.
  - Service de la Table du Roi: bajo la supervisión del Premier Maître d'hôtel du Roi, el servicio de la mesa real durante las comidas públicas ante la Corte tenía una compleja organización y rituales y contaba con un extenso personal. Había los maîtres d'hôtel (mayordomos) encargados de dirigir el servicio, los gentilhommes servants que servían la mesa real, los ujieres de la sala que controlaban los accesos y a los asistentes, y los officiers du serdeau que vigilaban los platos descartados de la mesa real, que luego se servían en otras mesas o se revendían.[8]
  - Paneterie-bouche du Roi: a pesar de su nombre (paneterie significa "panadería"), la principal función de esta área era preparar la mesa real y las mesas auxiliares. Contaba con un jefe, cuatro ayudantes, dos sommiers que cuidaban los útiles de la mesa y los transportaban cuando el rey viajaba, cuatro gardes-vaisselle que cuidaban de las preciadas vajillas, platerías, cubiertos, etc, de la mesa real; y un sommier y un lavandero para la mantelería.[9]
  - Échansonnerie-bouche du Roi: se encargaba de las bebidas que se servían en la mesa real. Se encontraba dirigido por doce jefes que servían tres cada trimestre, varios ayudantes, cuatro sommiers que transportaban las bebidas y cristalerías cuando el rey viajaba y cuatro coureurs du vin que servían las bebidas y pequeños piscolabis durante las cacerías.[10]
  - Cuisine-bouche du Roi: esta amplísima área estaba a cargo de las cocinas que servían las comidas el monarca. A su cabeza estaba dos écuyers ordinaires (lit. "caballerizos ordinarios") y cuatro écuyers trimestrales; ayudados por cuatro maîtres queux para las viandas, cuatro hâteurs para los asados y los espiedos, cuatro potagers para verduras, sopas y salsas, y cuatro pasteleros, junto con otros ayudantes y cargos menores.
- Petit Commun: servía a las mesas de honor, es decir, la table du Grand Maître (para príncipes de sangre y alta nobleza) y la table du Grand Chambellan (para los visitantes ilustres).
- Grand Commun: servía a las distintas mesas de los servidores intermedios y subalternos.

### Chambre du Roi

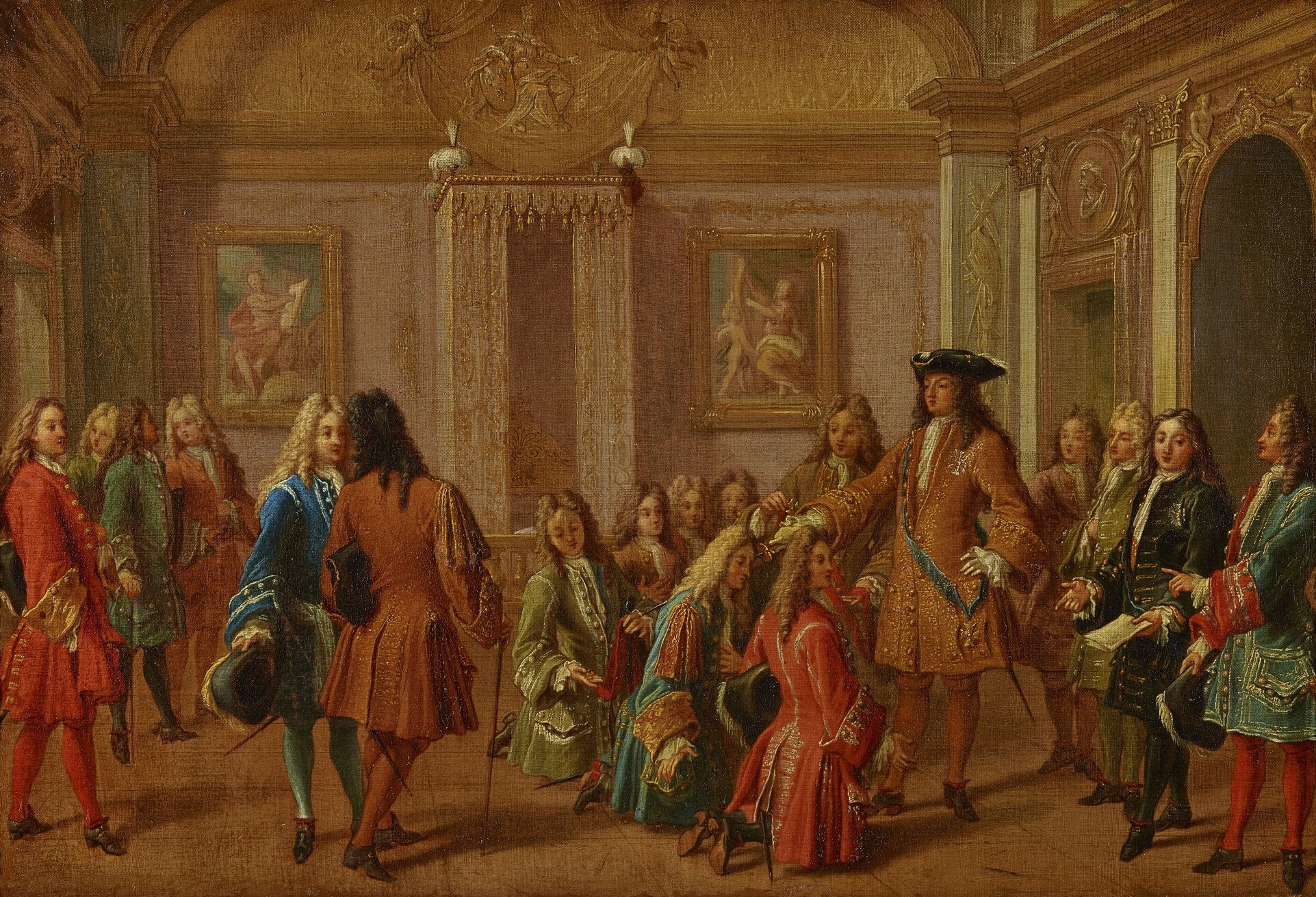
Institución del Orden de San Luis por el rey Luis XIV en su cámara de Versalles.

La "Cámara del Rey" administraba el appartement del soberano, que era el lugar donde vivía, dormía, comía y trabajaba. La cámara no era solo un espacio físico, sino también simbólico, ya que incluía las distintas ceremonias, audiencias y festividades a las que asistía el rey, ya fuera en su palacio o donde residiera. A su cabeza estaba el grand chambellan de France (gran chambelán de Francia), cargo puramente ceremonial que recayó, desde mediados del siglo XVII en los duques de Bouillon. El líder efectivo era el premier gentilhomme de la Chambre du Roi (primer gentilhombre de la Cámara del Rey), que dirigía a los gentilhommes de chambre, cargos que esencialmente atendían el rey durante el lever.
- Service: agrupaba a todo el personal que efectivamente atendía al monarca en sus aposentos, que eran los valets de la chambre (ayudas de cámara); así como a los ujieres que controlaban los accesos y a los garçons de la chambre que se encargaban de tareas materiales y de limpieza. A cargo de este subdepartamento estaba el Premier Valet du Roi, persona de gran confianza del monarca y que dormía a los pies de su cama.[12]
- Garderobe du Roi: este subdepartamento era responsable de todo el guardarropa real, incluidas las joyas personales del soberano. Lo dirigía el grand maître de la Garderobe du Roi (gran maestre del Guardarropa del Rey), cargo creado por Luis XIV en 1669 con el mismo rango que el Gran Chambelán de Francia, lo que en la práctica implicó la casi independencia del Guardarropa del Rey. Le asistían varios valets, garçons du garderobe, tailleurs (sastres) y un cravatier.[13]

- Cabinet du Roi: por un lado organizaba los archivos y correspondencia del rey gracias a los cuatro secretaires du Cabinet (secretarios del Gabinete), además de controlar el acceso al gabinete a través de los ujieres. Por otro lado, estaba a cargo de sus bibliotecas, ya fuera la Bibliothèque du Roi en París (semipública) o la biblioteca del soberano en Versalles (privada); el maître de la Librairie solía ser, al mismo tiempo, director de la biblioteca parisina, y encargado de elaborar la lista de libros censurados. Curiosamente, este subdepartamento también se encargaba de los pájaros y halcones del rey (vol du Cabinet) y de sus perros (chiens de la Chambre du Roi).[14]
- Faculté: este subdepartamento administraba el cuerpo de médicos al servicio del rey. A su cabeza estaba la primera autoridad médica del país, el premier médecin du Roi (primer médico del Rey), secundado por varios médicos ordinarios. También había otra área dirigida por el premier chirurgien du Roi (primer cirujano del Rey), encargado de la operaciones y ayudado por otros cirujanos; y finalmente cuatro Premier apothicaire du Roi (Primer boticario del Rey) que preparaban las medicinas y que eran asistidos por boticarios ordinarios.[15]
- Argenterie, Menus-Plaisirs et Affaires de Chambre du Roi: abreviado simplemente como "Menus-Plaisirs", controlaba la organización de las grandes celebraciones de la corte o las diversiones regias, así como la realización y mantenimiento de los decorados y parafernalia necesarios para éstas. Lo dirigían tres intendants-contrôleurs que se encargaban, cada uno, de una área: la Argenterie se dedicaba a la ceremonias religiosas y a los pequeños objetos que adornaban los aposentos regios, así como los regalos que hacía el rey a los cortesanos; los Menus-Plaisirs propiamente dichos, a las diversiones cortesanas y representaciones teatrales, incluyendo la manutención de los artistas; finalmente los Affaires de la Chambre llevaba la contabilidad y hacía los pagos. Este subdepartamento también contaba con un diseñador (como Jean Bérain o Pierre-Adrien Paris) y un ingeniero.[16]
- Musique de la Chambre: englobaba a todos los músicos al servicio del soberano y estaba bajo el control de dos superintendentes, entre los que cabe destacar figuras emblemáticas como Lully, Delalande o Dauvergne.
- Gardemeuble de la Couronne: administraba todos los bienes muebles de la Familia Real, ya fueran muebles, tapices, antigüedades, bronces, armaduras, armas de ceremonia o las Joyas de la Corona. Parte de la colección (la que no se encontraba en las residencias reales) permanecía expuesta en la sede central de París, situada en la Place Louis XV; abría al público todos los primeros martes de cada mes, desde Cuasimodo a San Martín.[17] El Gardemeuble tenía subsedes en las distintas residencias reales (Versailles, Marly, Trianon, Rambouillet, Meudon y Saint Germain-en-Laye). A cargo de este departamento estaba un intendant général.

### Cérémonies
Todas las celebraciones cortesanas (bautizos, bodas, coronaciones, audiencias, funerales...) se encontraban a cargo de este departamento. Lo dirigía el Grand Maître des Cérémonies de France (Gran Maestro de Ceremonias de Francia), cargo que desde principios de siglo XVIII ejercieron los Marqueses de Dreux-Brezé. El Grand Maître estaba ayudado por un maître, un aide y por dos introductores de embajadores, entre otros.

### Écuries du Roi
Era el segundo departamento de más envergadura después del de la Bouche du Roi, gestionaba los establos reales.
- Grande Écurie: albergaba los caballos de monta, de caza y de guerra, la escuela de pajes y los carruajes fúnebres, lo dirigía el grand écuyer de France (gran caballerizo de Francia), cargo altamente honorífico.[18]
- Petite Écurie: albergaba los caballos de tiro, los caballos que el monarca prestaba a sus gentilhombres y la cochera de los carruajes, lo dirigía el premier écuyer du Roi (primer caballerizo del Rey).[18]

### Vénerie
Organizaba las cazas reales, uno de los principales pasatiempos de las cortes del Antiguo Régimen. Este departamento lo lideraba el grand veneur de France (gran montero o cazador de Francia), desde principios del siglo XVIII, dicho cargo lo ejercieron los condes de Toulouse, descendientes del hijo legitimado de Luis XIV.
- Vénerie: organizaba la caza de montería.
- Fauconnerie: organizaba la caza con halcón.
- Louveterie: organizaba la caza de lobos.
- Vautrait: organizaba la caza de jabalíes.

### Bureau de la Maison du Roi
Gestionaba toda la contabilidad de la Maison du Roi, estaba dirigido por dos contrôleurs y, a partir de 1780, por el contrôleur général des Finances de Francia.
- Chambre aux deniers: este subdepartamento se encargaba de hacer todos los pagos a los proveedores y empleados en nombre de la Maison du Roi y gracias a los ingresos que hacía el Trésor Royal.

### Service des Petits Appartements du Roi
A partir del reinado de Louis XV, los soberanos empezaron a hacer un uso más extenso de su appartement privé (aposentos privados) y surgió la necesidad de crear una departamento autónomo de la Chambre du Roi (ver más arriba) para gestionarlos. Los 14 garçons servant aux Petits Appartements se encargaban del cuidado de las estancias privadas del Rey.
- Bouche des Petits Appartements: estaba a cargo de las cocinas particulares del monarca, situadas en la cuarta planta del palacio de Versailles, encima de sus aposentos privados.

### Logement
Se encargaba de organizar el alojamiento del monarca y de la Corte, ya fuera en una residencia real o cuando estos se encontraban de viaje. También gestionaba el alojamiento de las tropas de la Maison militaire. El grand maréchal des Logis de France (Gran Mariscal de los Alojamientos de Francia) estaba a la cabeza de este departamento.

## Maison militaire(Casa militar)
Se encargaba de la seguridad de la Familia Real y de los distintos palacios, los regimientos que la conformaban no tenían un función meramente ceremonial, sino que estaban formados por tropas de élite que participaron en numerosas guerras y conflictos. Además era responsable de efectuar misiones en nombre del monarca (detenciones de personajes importante, como Fouquet) o de mantener el orden en París y, en especial, en sus teatros.
De su dirección se encargaba el Secrétaire d’état de la Maison du Roi (ver más arriba).

### En el interior del palacio de Versailles
- Gardes de Corps: estaban a cargo de la seguridad directa del monarca y de la vigilancia nocturna.
- Cent Suisses: compañía eminentemente ceremonial que vigilaba el acceso al appartement del Rey durante el día, también vigilaba las Joyas de la Corona.
- Gardes de la porte: vigilaba el acceso al appartement del Rey durante el día, fue suprimida en 1787.
- Gardes de la prévôté: ejercía de policía en el interior del recinto palaciego.

### En el exterior del palacio de Versailles
- Gendarmes de la Garde: ejercía de guardia montada en los patios y jardines del recinto palaciego, fue suprimida en 1787.
- Chevaux légers: ejercía de guardia montada en los patios y jardines del recinto palaciego, fue suprimida en 1787.
- Mousquetaires du Roi: ejercía de guardia montada en los patios y jardines del recinto palaciego, fue suprimida en 1775.

### En otros palacios reales
- Grenadiers à cheval: ejercía de guardia montada en los patios y jardines del recinto palaciego, fue suprimida en 1775.
- Gardes Françaises: ejercía de guardia a pie en los patios y jardines del recinto palaciego, fue suprimida en 1789.
- Gardes Suisses: ejercía de guardia a pie en los patios y jardines del recinto palaciego, fueron masacrados en las Tuileries durante la Jornada del 10 de agosto de 1792.